# 국도 제13호선 (라오스)
국도 제13호선(Route 13)은 루앙남타군에서 므앙콩까지 이어주는 총 연장 1,426 km의 거리를 가진 라오스의 일반 국도이다. 그러나 이 국도는 아시안 하이웨이의 3호선, 11호선, 12호선 그리고 15호선의 일부이기도 하며 공교롭게도 중화인민공화국과 캄보디아의 국경 지대를 기종점으로 삼는 국도 노선이기도 하다. 그리고 이 도로가 메콩강을 지나가게 되는 특성을 두고 있어, 캄보디아 국경선에서는 캄보디아 7번 국도와도 접촉하고 있는 것으로 알려져 왔다.